# Pietro Carollo
Pietro Carollo es un deportista italiano que compitió en tiro con arco, en la modalidad de arco compuesto. Ganó una medalla en el Campeonato Mundial de Tiro con Arco en Sala de 1995 y dos medallas en el Campeonato Europeo de Tiro con Arco al Aire Libre de 1994.

## Palmarés internacional
| Campeonato Mundial en Sala       | Campeonato Mundial en Sala | Campeonato Mundial en Sala | Campeonato Mundial en Sala |
| Año                              | Lugar                      | Medalla                    | Prueba                     |
| -------------------------------- | -------------------------- | -------------------------- | -------------------------- |
| 1995                             | Birmingham (Reino Unido)   | Medalla de bronce          | Equipo                     |
| Campeonato Europeo al Aire Libre |                            |                            |                            |
| Año                              | Lugar                      | Medalla                    | Prueba                     |
| 1994                             | Nymburk (República Checa)  | Medalla de plata           | Individual                 |
| 1994                             | Nymburk (República Checa)  | Medalla de bronce          | Equipo                     |